# Stade olympique de Radès
Le stade olympique de Radès (arabe : الملعب الأولمبي برادس) ou stade olympique Hammadi-Agrebi (arabe : الملعب الأولمبي حمادي العقربي), ouvert sous le nom de stade du 7-Novembre (arabe : ملعب 7 نوفمبر) est un stade multifonction situé dans la cité sportive de Radès, dans la banlieue sud de Tunis. Il est construit pour accueillir les Jeux méditerranéens de 2001. Un changement de nom fait l'objet d'une polémique en 2020.
Son enceinte couverte peut accueillir 65 000 spectateurs et s'étend sur 13 000 m2. Elle comprend un terrain principal, trois terrains annexes, deux salles d'échauffement, deux tableaux noirs lumineux, une tribune d'honneur pouvant accueillir 7 000 spectateurs et une tribune de presse avec 300 pupitres, conçue par le Néerlandais Rob Schuurman. Il accueille six matchs de la coupe d'Afrique des nations 2004 et, outre les matchs de l'équipe nationale, ceux du Club africain et de l'Espérance sportive de Tunis.

## Histoire
Le stade est inauguré le 6 juillet 2001 sous le nom de stade du 7-Novembre dans le cadre de la finale de la coupe de Tunisie 2000-2001 entre le Club sportif de Hammam Lif (CSHL) et l'Étoile sportive du Sahel (1-0). Le joueur du CSHL, Anis Ben Chouikha, inscrit le premier but de l'histoire du stade.
Il accueille les plus grands événements sportifs du pays, notamment les Jeux méditerranéens de 2001 (2-15 septembre), au cours desquels la sélection nationale remporte la médaille d'or du tournoi après avoir remporté la finale (1-0) face à l'Italie. Il accueille également six matchs de la coupe d'Afrique des nations 2004 (24 janvier-14 février), lors de laquelle la Tunisie remporte le titre (2-1) face au Maroc lors du match final.
Six matchs de la phase finale de la Ligue des champions de la CAF se jouent aussi dans le stade, en 2006 entre le Club sportif sfaxien (CSS) et Al Ahly SC et, en 2010, 2011, 2012, 2018 et 2019, au cours desquels le CSS affronte respectivement l'Espérance sportive de Tunis (EST), le Tout Puissant Mazembe, le Wydad AC (deux reprises) et Al Ahly SC (deux reprises). Deux éditions du match aller de la finale de la coupe de la confédération s'y jouent également : en 2011 entre le Club africain et le Maghreb de Fès, et en 2013 entre le CSS et le Tout Puissant Mazembe. Deux matchs se disputent par ailleurs dans le cadre de la Supercoupe de la CAF, en 2008 entre l'Étoile sportive du Sahel et le CSS, et en 2012 entre l'EST et le Maghreb de Fès. La Ligue de football professionnel française, qui souhaite délocaliser le Trophée des champions opposant l'Olympique de Marseille au Paris Saint-Germain, y organise l'édition 2010 le 28 juillet ; il se solde par un match nul (0-0) en présence de 57 000 spectateurs.
En octobre 2015, le gouvernement d'Habib Essid suscite une polémique avec l'annonce de son intention d'hypothéquer le stade olympique de Radès, conformément aux instruments islamiques du sukuk, afin de renforcer le budget et de soutenir les dépenses publiques qui le grèvent, avant de se rétracter sous la pression de l'opinion publique. Le stade obtient le certificat de première classe de la Fédération internationale d'athlétisme, car il est le plus conforme aux normes et spécifications dans son domaine. En mai 2020, le complexe est classé dixième plus beau stade du monde selon un sondage du journal espagnol Marca qui lui attribue 14 000 votes.
Le stade enregistre le plus grand nombre de spectateurs, estimé à 60 000 spectateurs, à deux reprises : la première lors de la finale de la coupe d'Afrique des nations 2004 entre la Tunisie et le Maroc, et la seconde le 22 mai 2008 lors du match au terme duquel le Club africain bat l'Espérance sportive de Zarzis en finale du championnat de Tunisie 2007-2008.
Entre les 13 et 27 juillet 2022, le stade accueille certains des matchs de la phase finale du championnat de Libye 2021-2022, y compris le barrage de championnat entre Al-Ittihad Tripoli et Al-Ahli Tripoli. Le 2 mai 2023, le match final de la coupe de Libye 2022 y a lieu, lors d'un match au terme duquel Al-Ahli Tripoli bat l'Al-Akhdar SC (3-0).

## Événements

### Compétitions
- Jeux méditerranéens de 2001
- Tournoi de Tunis des quatre nations 2003
- Coupe d'Afrique des nations 2004
- Coupe LG des nations 2006

### Finales
- Finale de la coupe d'Afrique des nations 2004
- Finale de la Ligue des champions de la CAF 2006 (match retour)
- Supercoupe de la CAF 2008
- Trophée des champions 2010
- Finale de la Ligue des champions de la CAF 2010 (match retour)
- Finale de la coupe de la confédération 2011 (match aller)
- Supercoupe de la CAF 2012
- Finale de la Ligue des champions de la CAF 2012 (match retour)
- Finale de la coupe de la confédération 2013 (match aller)
- Finale de la Ligue des champions de la CAF 2018 (match retour)
- Finale de la Ligue des champions de la CAF 2018-2019 (match retour)
- Finale de la coupe de Libye 2021-2022
- Finales de la coupe de Tunisie 2001, 2003, 2004, 2005, 2006, 2007, 2008, 2009, 2010, 2011, 2012, 2013, 2014, 2015, 2016, 2017, 2018, 2019, 2022, 2023, 2024 et 2025
- Supercoupe de Tunisie 2018-2019, 2019-2020, 2020-2021, 2022-2023 et 2023-2024

## Dénominations

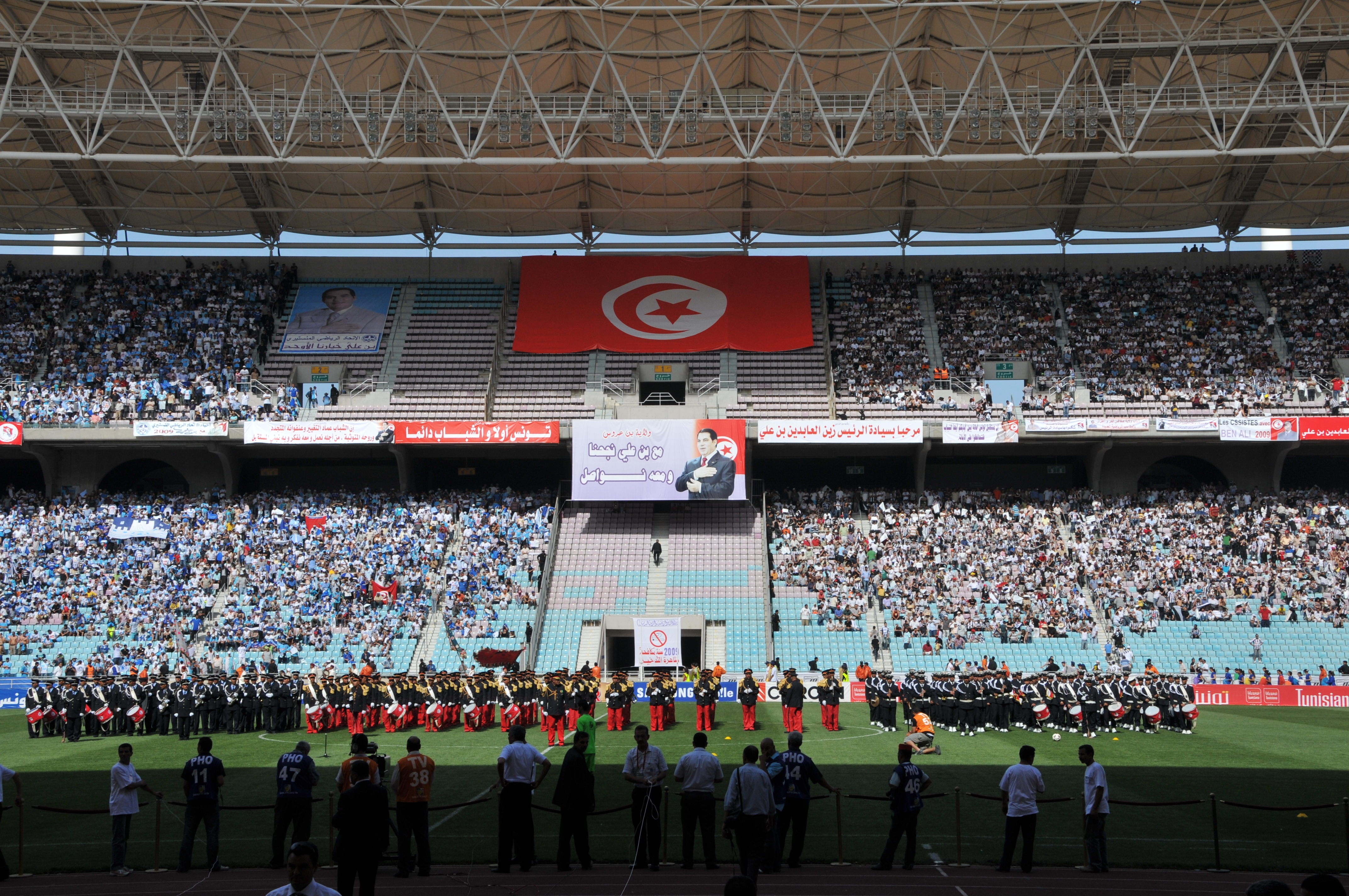
Vue intérieure du stade avant la finale de la coupe de Tunisie 2008-2009, où des photos du président Zine el-Abidine Ben Ali sont accrochées dans le stade, en plus des slogans soutenant sa campagne pour l'élection présidentielle de 2009.

Lors de sa création, l'installation est nommée stade du 7-Novembre mais, à la suite de la révolution de 2011, elle prend le nom de stade olympique de Radès. Le 22 août 2020, à la suite du décès de Hammadi Agrebi, le chef du gouvernement Elyes Fakhfakh annonce le renommer à son nom,. Cette annonce provoque la surprise du maire de Radès qui indique que le conseil municipal se réunit le 24 août pour prendre une décision. Par ailleurs, un arrêté daté du 12 juillet 2019 stipule qu'il n'est permis de donner des noms de personnes défuntes à des monuments que trois ans après la date du décès. Le 24 août, le ministère des Affaires locales répond que le stade est placé sous la direction du ministère de la Jeunesse et des Sports (non pas celle de la municipalité de Radès) et qu'il n'entre pas dans le cadre du décret du 12 juillet 2019, donc son nom peut être changé. Une plaque est donc installée le 1er septembre avec le nom de stade olympique Hammadi-Agrebi,, avant d'être retirée. Le 21 septembre, la municipalité de Radès dépose une plainte urgente auprès du Tribunal administratif pour annuler la décision.
Fin 2020, la Fédération tunisienne de football, la Confédération africaine de football et la FIFA utilisent ce nom, même si l'appellation de « stade olympique de Radès » reste courante dans les médias, aussi bien tunisiens qu'étrangers.

## Certificat
Le stade olympique de Radès obtient le Class 1 Certificate de l'Association internationale des fédérations d'athlétisme (IAAF), ce qui signifie qu'il atteint les meilleures normes et spécifications dans son domaine. C'est l'un des meilleurs stades d'Afrique du Nord et l'un des plus beaux stades du continent africain et du monde arabe selon Al Jazeera.

## Accès
Le stade est situé près de la station Radès Méliane de la ligne de la banlieue sud de Tunis.

## Galerie

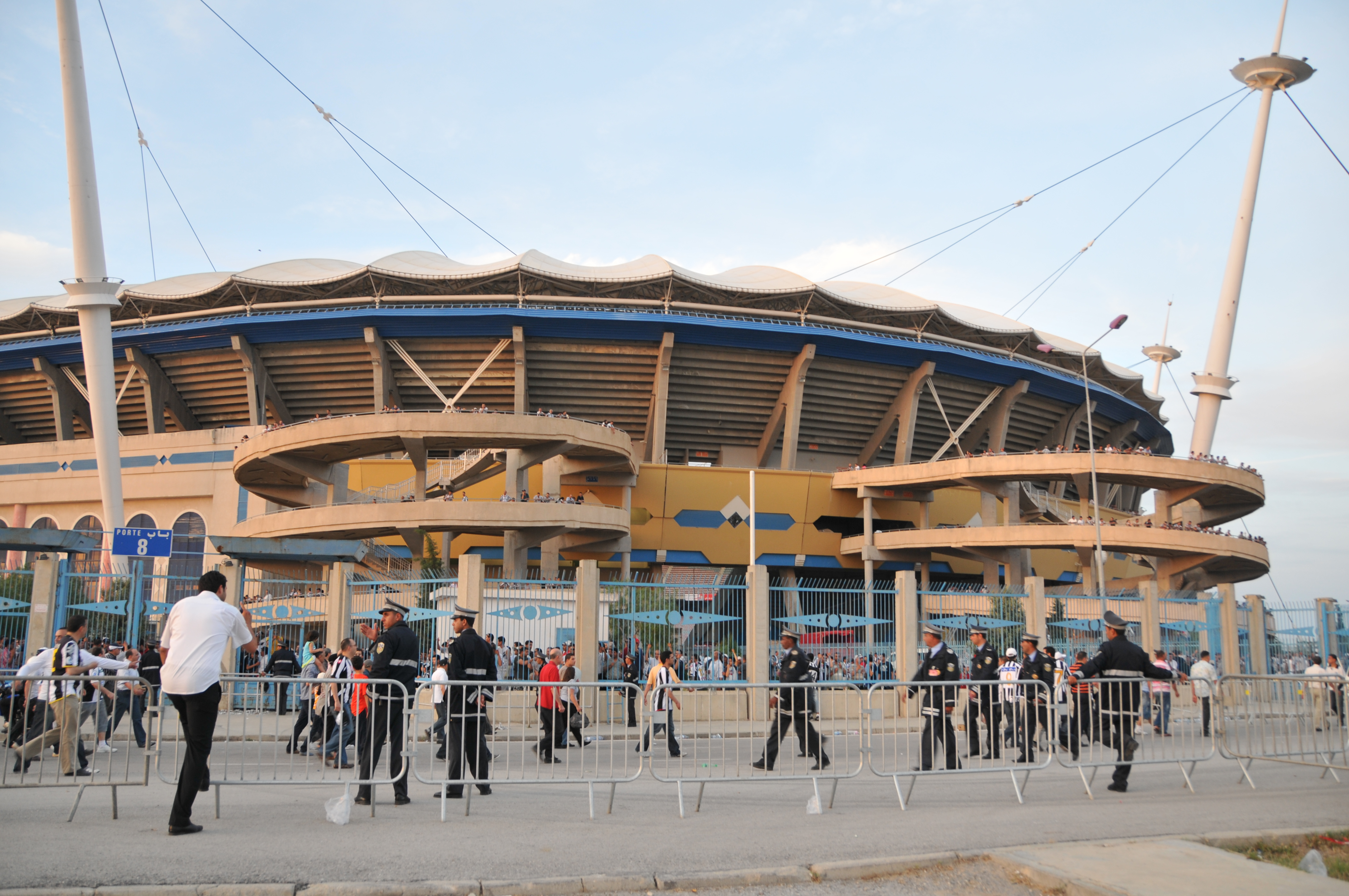
Vue de l'extérieur de l'enceinte.
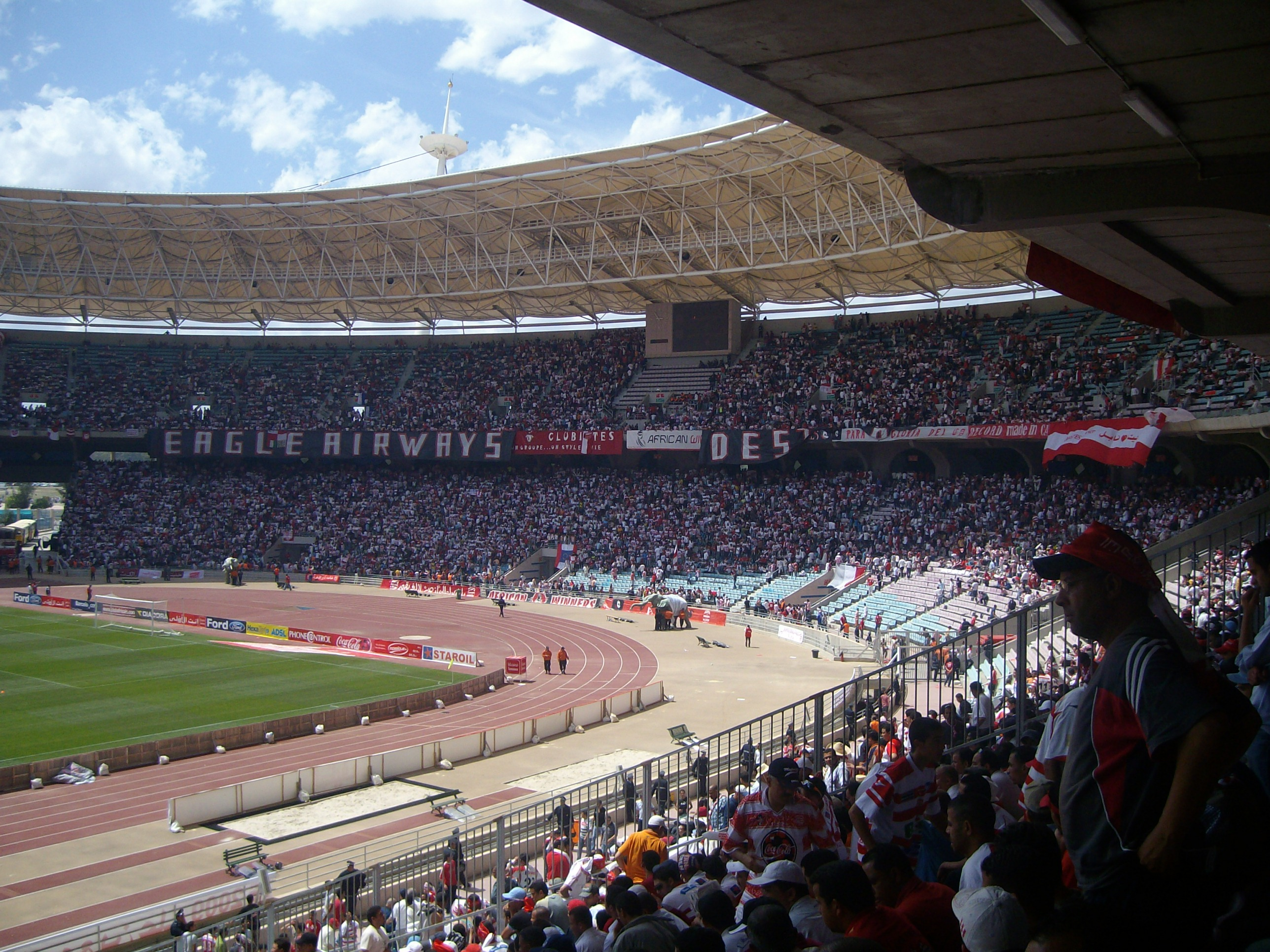
Supporters tunisiens.
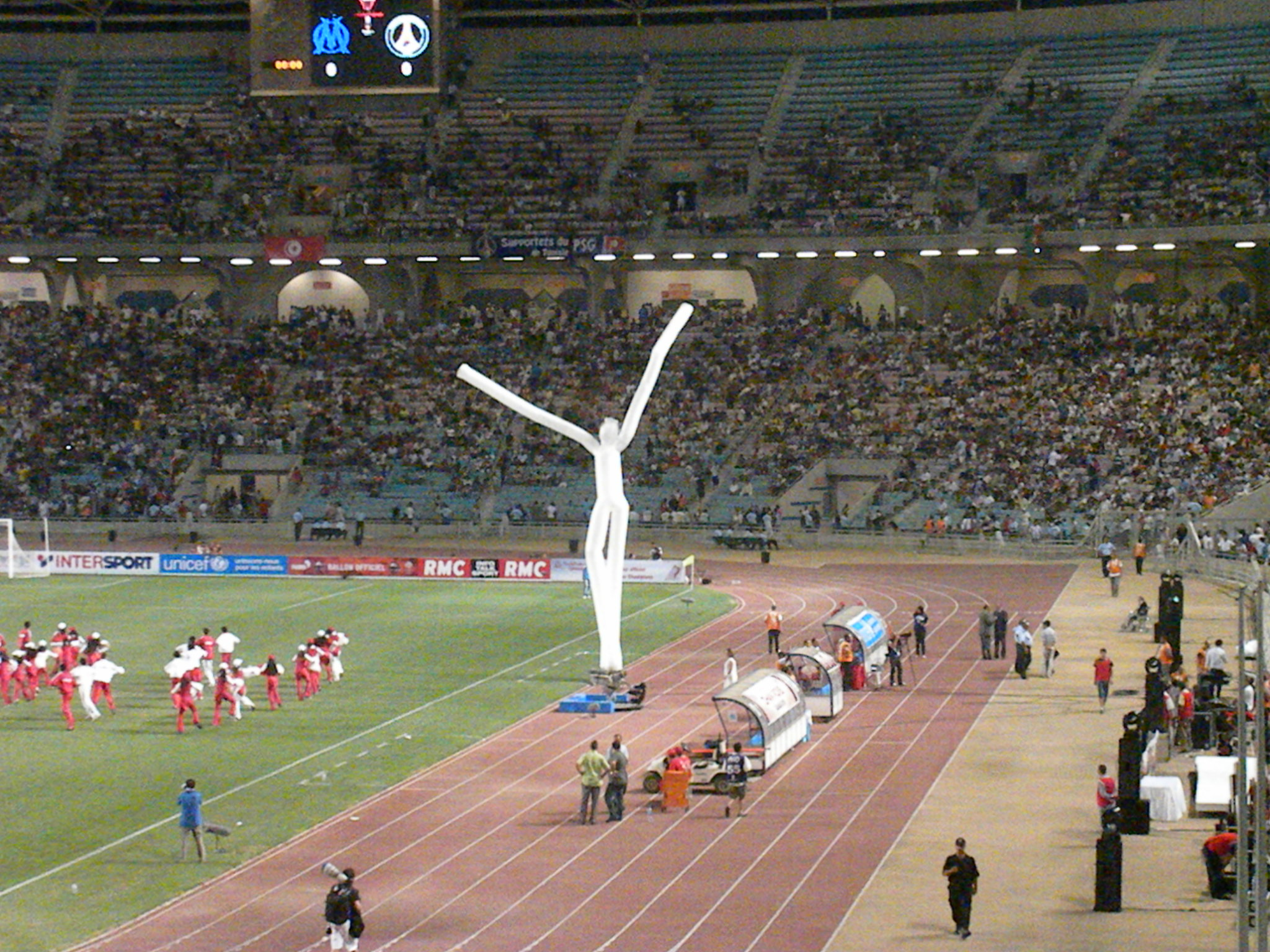
Supporters du PSG et de l'OM.
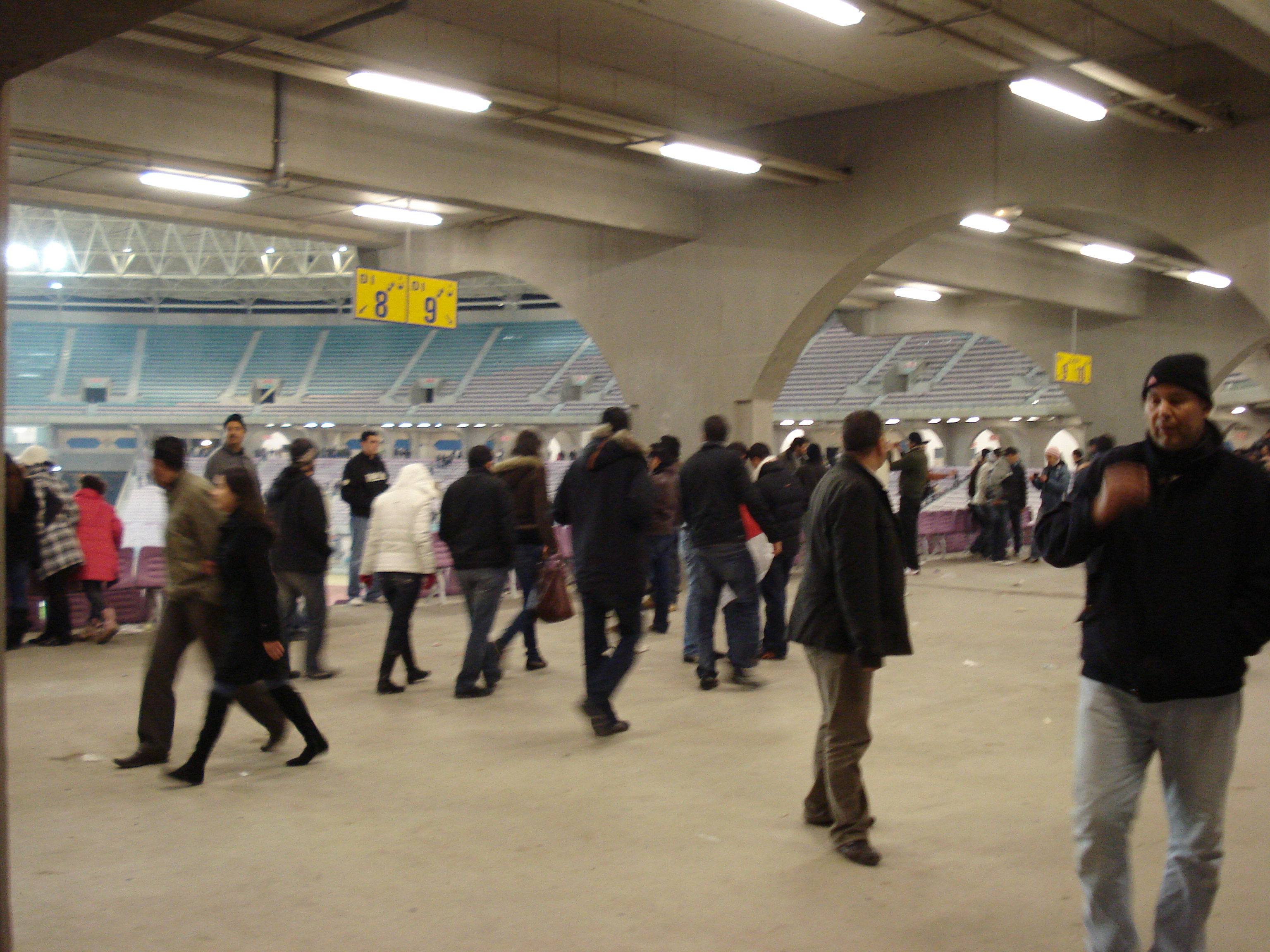
Supporters à l'intérieur.
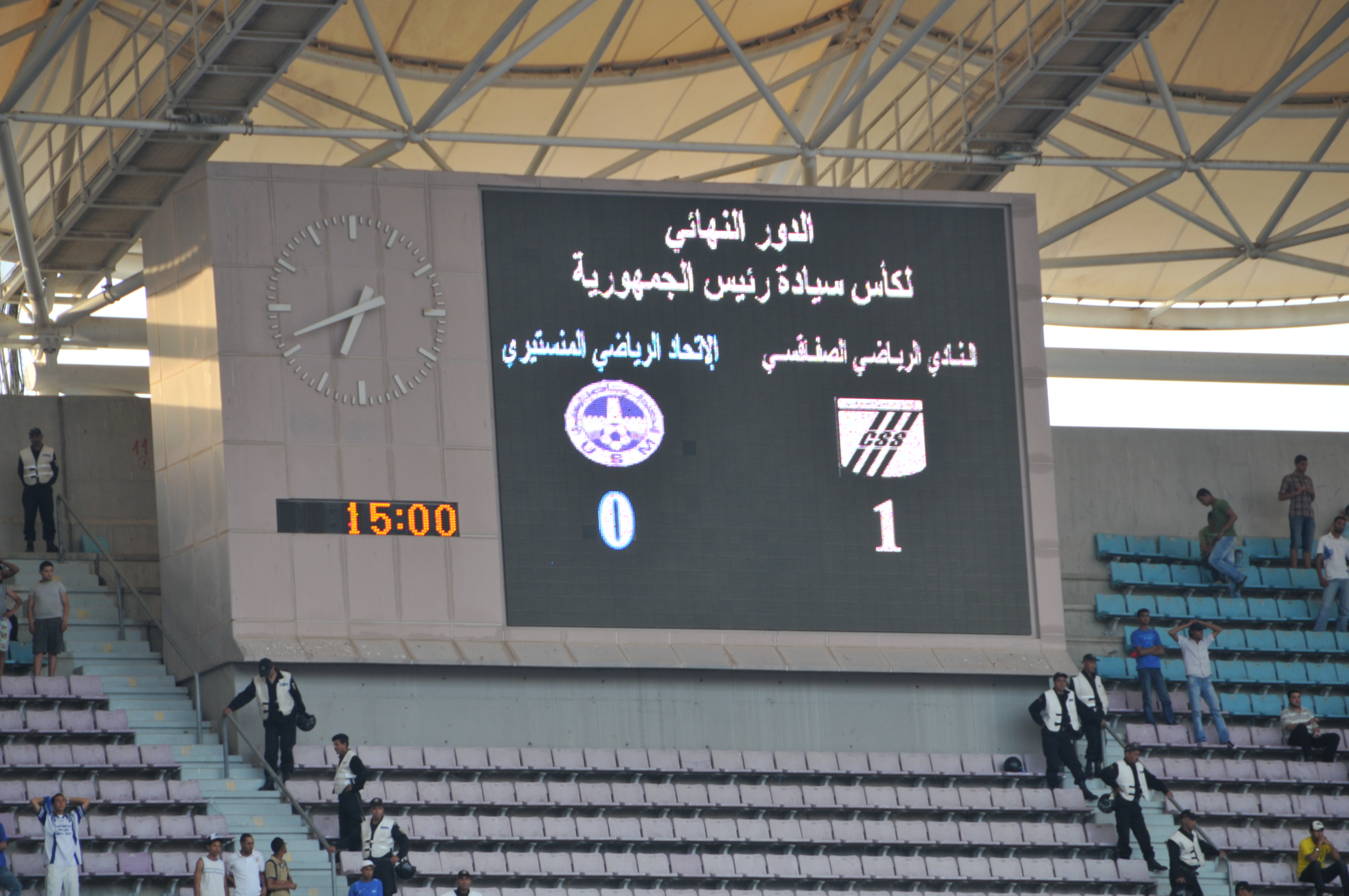
Tableau de résultats.